# 삼호고등학교
삼호고등학교(三湖高等學校)는 대한민국 전라남도 영암군 삼호읍 용앙리에 있는 공립 고등학교이다.

## 학교 연혁
- 2010년 12월 30일 : 설립인가 (6학급, 완성 18학급)
- 2011년 3월 1일 : 초대 이기봉 교장 취임
- 2011년 3월 4일 : 삼호고등학교 개교
- 2012년 4월 2일 : 기숙사 꿈마루 준공
- 2012년 4월 2일 : 교직원관사 준공
- 2012년 11월 30일 : 우레탄 트랙공사 준공
- 2013년 3월 1일 : 학교폭력예방 도지정 연구학교 운영
- 2014년 2월 13일 : 제1회 106명 졸업
- 2014년 11월 4일 : 여자기숙사 온새미로 준공
- 2019년 3월 1일 : 고교학점제 연구선도학교
- 2023년 3월 1일 : 제6대 윤주헌 교장 부임
- 2025년 2월 5일 : 제12회 121명 졸업(총 1,713명)

## 참고 자료
- 삼호고등학교 - 한국교육학술정보원 학교알리미